# Исчисление процессов
Исчисление процессов (алгебра процессов) — семейство теорий, посвящённых формальному моделированию параллельных систем.
Исторически первая проработанная теория — исчисление взаимодействующих систем Милнера (CCS, calculus of communicating systems, 1980), следующей значительной разработкой стала теория взаимодействующих последовательных процессов Хоара (CSP, communicating sequential processes, 1985). Если в исчислении Милнера за основу положен механизм взаимодействия, называемый «рандеву», предполагающий, что взаимодействие между процессами происходит мгновенно, в случае теории Хоара взаимодействие между процессами предусматривает обмен сообщениями.
Среди других исчислений процессов — теория временных параллельных ограничений (timed concurrent constraints, TCC), алгебра взаимодействующих процессов (англ. algebra of communicating processes; ACP), LOTOS; более поздние разработки — пи-исчисление, исчисление окружений (англ. ambient calculus), PEPA, исчисление соединений (англ. join-calculus).
Несмотря на разнообразие существующих исчислений процессов, включающая различные подварианты каждого, всем теориям семейства присущи следующие основные черты:
- представление взаимодействий между независимыми процессами в виде передачи сообщений, а не изменения разделяемого процессами состояния;
- описание процессов и систем при помощи ограниченного набора примитивов и операций для комбинирования этих примитивов;
- определение алгебраических законов для операций над процессами, позволяющих проводить эквациональные рассуждения над процессными выражениями.